# Jerome McCarthy
Jerome McCarthy, né le 20 février 1928 et décédé le 3 décembre 2015, est un professeur de  marketing management américain.
Il est l’inventeur, en 1960,  des « 4 P » du marketing mix.

## Les 4 P du marketing mix
Reprenant les idées de Neil Borden, professeur de publicité, qui avait proposé en 1942 le concept de marketing mix, une combinaison de 12 variables assurant le succès commercial d’un produit, Jerome McCarthy, reprenant son plan de thèse soutenu en 1958 à l’université de Chicago, propose en 1960, dans son livre Basic Marketing. A Managerial Approach de regrouper ces 12 variables en quatre grandes en les regroupant sous des appellations commençant, mnémotechniquement, par la lettre  P : 
- Produit
- Prix
- Point-de-vente
- Promotion.